# Gymnocranius oblongus
Gymnocranius oblongus és una espècie de peix pertanyent a la família dels letrínids.

## Descripció
- Pot arribar a fer 35,8 cm de llargària màxima.
- Cos oblong i fusiforme
- 10 radis tous a l'aleta dorsal i 10 a l'anal.
- 4 fileres d'escates a les galtes.
- Musell lleugerament arrodonit.
- Cua allargada i amb les puntes arrodonides.[3]

## Hàbitat
És un peix marí, bentopelàgic i de clima subtropical (22°S-23°S, 166°E-167°E).

## Distribució geogràfica
Es troba al Pacífic: Nova Caledònia.

## Observacions
És inofensiu per als humans.